# Assemblea Nacional de Tailàndia
L'Assemblea Nacional de Tailàndia (Abrv: NAT; tailandès: รัฐสภา, RTGS: Ratthasapha, pronunciat [rát.tʰā.sā.pʰāː]) és la branca legislativa bicameral del govern de Tailàndia. Es reuneix al Sappaya-Sapasathan, al districte de Dusit, Bangkok.
L'Assemblea Nacional es va establir el 1932 després de l'adopció de la primera constitució de Tailàndia, que va transformar Tailàndia d'una monarquia absoluta a una monarquia constitucional.
Durant la crisi política de 2013, la Cambra de Representants va ser dissolta pel primer ministre Yingluck Shinawatra que va convocar eleccions el 2 de febrer de 2014 fins que va ser anul·lada pel Tribunal Constitucional. Després del cop d'estat de 2014, l'Assemblea Nacional va ser substituïda per l'Assemblea Nacional Legislativa unicameral i recolzada pels militars segons la constitució de 2014.
Després de la promulgació de la Constitució de 2017 l'abril de 2017, es va restablir l'Assemblea Nacional, però la constitució va permetre que l'Assemblea Nacional Legislativa militar romangués temporalment en el seu lloc fins que es va formar l'Assemblea Nacional després de les eleccions generals de 2019.